# José Ramalho Brasileiro
José Ramalho Brasileiro (Igaracy, 23 de outubro de 1953 – Brasília, 25 de fevereiro de 2019) foi um servidor público e político brasileiro. Integrou a Câmara Legislativa do Distrito Federal em sua segunda legislatura, de 1995 a 1999.

## Biografia
Nordestino, Ramalho se tornou morador de Brasília ainda durante a infância. Foi o primeiro carteiro de Brazlândia. Servidor público de carreira, trabalhou no Hospital Regional de Brazlândia e no Banco de Brasília, sendo o gerente de uma de suas agências. Na segunda eleição realizada para a Câmara Legislativa, em 1994, foi eleito deputado distrital pelo Partido Democrático Trabalhista (PDT) com 5.944 votos.
No decorrer da segunda legislatura, Ramalho foi presidente da comissão de Economia, Orçamento e Finanças e vice-presidente da Comissão de Assuntos Sociais. Também atuou como líder de seu partido na casa. Concorreu à reeleição no pleito seguinte, mas não logrou êxito, obtendo a suplência com 3.973 votos. Em 2006, disputou novamente o cargo, mas recebeu apenas 505 votos, não sendo eleito.

### Morte
Morreu em 2019, aos 65 anos, vitimado por uma trombose em Brasília.